# Víctima

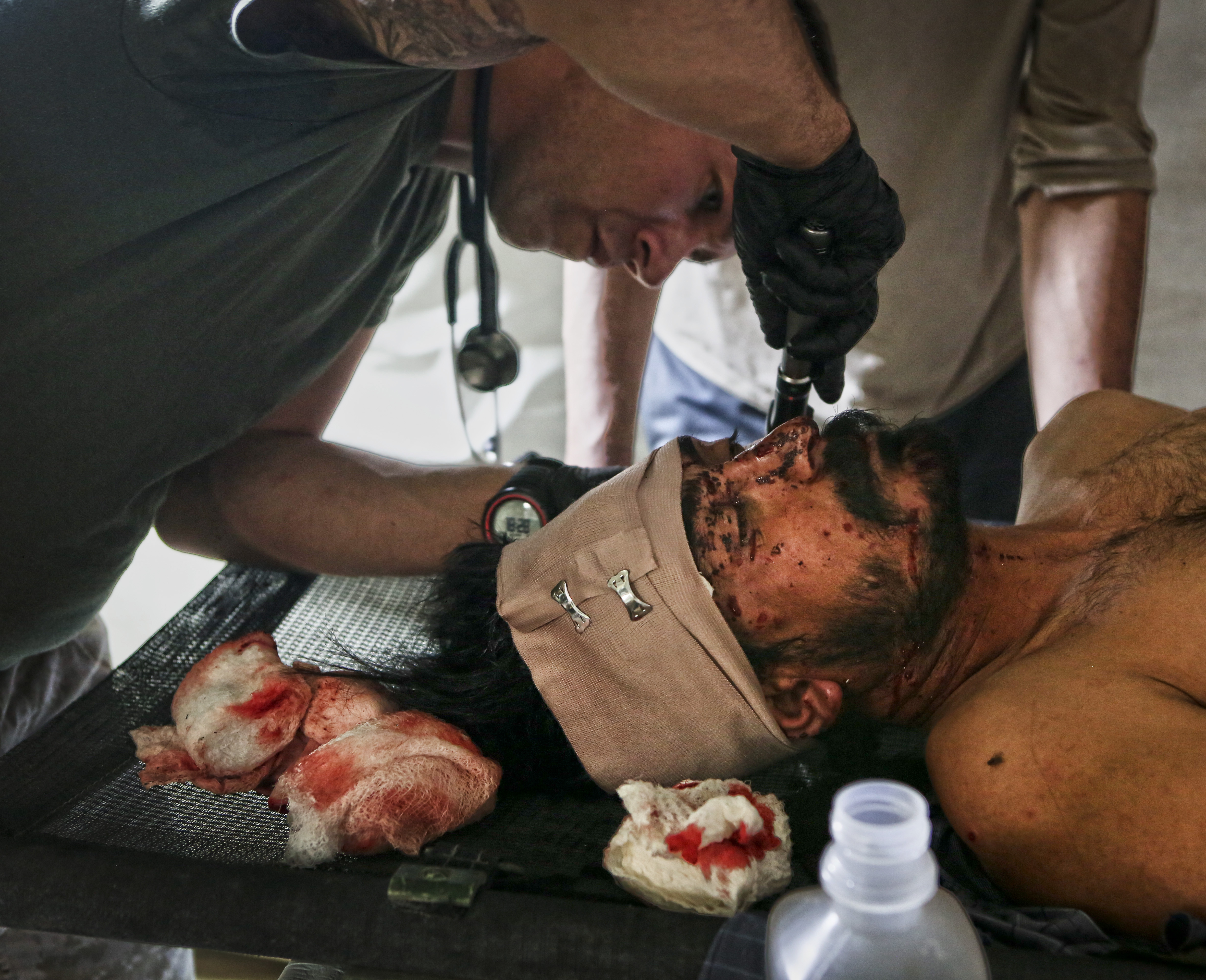
Cures d'un ferit a la guerra de l'Afganistan, 2013.

Una víctima és la persona que sofreix un dany o perjurdici, que és provocat per una acció o omissió, ja sigui per culpa d'una altra persona o per força major. Una víctima és qui sofreix un dany personalizable per cas fortuït o culpa aliena, per exemple a causa de delictes, guerres o desastres naturals.
Un cas particular n'és la víctima expiatòria, informalment també anomenada "boc expiatori", que pot ser una persona, grup, organització, etc. escollida per endosar-li una responsabilitat o falta per la qual n'és parcialment o totalment innocent.

## Punts de vista

### Psicologia
El victimista es diferencia de la víctima perquè es disfressa conscient o inconscientment simulant una agressió o menyscapte inexistent; i/o responsabilitzant erròniament a l'entorn o als altres.
A l'anàlisi transaccional la víctima és un dels elements del triangle "dramàtic" víctima-perseguidora-rescatadora.

### Dret penal
En dret penal la víctima és la persona física que sofreix un dany provocat per un subjecte. El dany pot ser físic, moral, material o psicològic. Es pot ser víctima de delictes que no hagin produït un dany corporal físic com un robatori o una estafa, sent llavors el dany merament patrimonial. En general, el delicte aparella dany moral al dany material sofert.
El condemnat per un delicte ha de rescabalar els danys causats a la víctima, i quan no és possible revertir el dany, ha de ser substituït per una indemnització de caràcter pecuniari.

## Causes
Alguns àmbits o contextos en els quals es poden produir víctimes o supervivents són qualsevol abús de poder o acte violent, els conflictes armats, els accidents de tota mena i els desastres naturals, per exemple.
En el cas particular de la violència de gènere i la violència masclista, les persones afectades prefereixen els termes assassinada, si com a conseqüència d'aquesta ha mort, o bé supervivent, si ha aconseguit o mentre aconsegueix sobreviure.

### Guerra
A la societat occidental actual s'empra l'expressió "conflicte armat" com a eufemisme polític per a evitar l'ús de la paraula "guerra". Tècnicament, es defineix com a qualsevol enfrontament protagonitzat per grups humans de diferent índole que, utilitzant armes o altres mitjans de destrucció, provoquen més de cent víctimes en un any.
En guerra, es denomina víctima a la persona física, ja sigui militar o no, que mor o és ferit en el transcurs d'una batalla o acció de guerra. Per això es posa una major èmfasi en els danys corporals, diferenciant-se en aquest cas entre ferits i morts, sent tots ells víctimes.
També se sol diferenciar entre víctimes militars, d'un o un altre bàndol, i civils, també anomenats danys col·laterals. Altres tipus de víctimes de guerra són les que pateixen segrests, tortures, violacions i diferents danys psicològics o que atempten a la seva dignitat, per exemple.

### Desastres naturals
Igual que en la guerra, es denomina víctimes d'un desastre natural (terratrèmol, sisme submarí, erupció volcànica, etc.) a aquells amb danys corporals, ja siguin ferits o morts, encara que en molts casos s'utilitza víctima per referir-se exclusivament als morts.
En aquests casos, els que reben perjudicis de caràcter patrimonial reben la denominació de damnificats.

### Masclisme
En les violències masclistes inclou no sols les dones que pateixen els efectes de les diferents formes de violència i d’assetjament, sinó altres persones del seu entorn que també en són objecte. Es parla de víctimes secundàries quan la violència masclista s’estén a les persones de la família, amistats o entorn laboral que estan ajudant la víctima, a les quals l’agressor pot assetjar o intimidar perquè deixin de fer-ho. Es parla de víctimes vicàries per fer referència a les persones víctimes de violència vicària, que és aquella forma de violència en què es perjudica la dona danyant les persones més preuades per a ella com poden ser les seves filles i fills, progenitors, germanes, etc. D’aquesta manera el maltractador espera continuar obligant la dona a cedir i tolerar les seves peticions o bé, deixant-la viva, perpetuar el maltractament assegurant un dany permanent i irreversible. El terme violència vicària el va encunyar en primera instància la psicòloga Sonia Vaccaro fa gairebé una dècada. El concepte fa referència a la concepció de «vicari», que significa la substitució d’un individu per un altre en l’exercici d’una funció.

## Impacte i conseqüències
Els efectes poden ser conseqüències materials, físiques, psicològiques i psicosocials, incloent una disminució o destrucció de la confiança, sensació d'inseguretat i sentiments d'impotència, vulnerabilitat i pèrdua de control.

## Resiliència
Una víctima pateix un procés de dol que segueix les seves mateixes fases. Comença per una fase de xoc o impacte durant el mment de l'event, el cos primer pren estat d'alerta seguit d'una etapa de resistència. Després de l'etapa post-shock hauria d'haver una a la qual l'event es processa i d'alguna manera es digereix.

## Victimologia
La victimologia és l'estudi multidisciplinari (mèdic, psicològic, social, jurídic i polític) de la víctima i el seu paper en el fet delictiu, incloent les causes per les quals determinades persones són víctima d'un delicte o una altra causa i de com l'estil de vida comporta una major o menor probabilitat que una determinada persona sigui víctima d'aquesta. El camp de la victimologia inclou o pot incloure, en funció dels diferents autors, un gran nombre de disciplines o matèries, com ara: sociologia, psicologia, dret penal i criminologia. L'estudi de les víctimes pot realitzar des de la perspectiva d'una víctima en particular o des d'un punt de vista epistemològic analitzant les causes per les que grups d'individus són més o menys susceptibles de resultar afectades.